# Caterham F1 Team
Das Caterham F1 Team war ein Motorsportrennstall, der von 2010 bis 2014 in der Formel 1 antrat. Es war das erste Team, das mit malaysischer Lizenz fuhr. Anfänglich trat der von dem malaysischen Unternehmer Tony Fernandes gegründete Rennstall unter dem Namen Lotus Racing (2010) bzw. Team Lotus (2011) auf. Nach einem juristisch ausgetragenen Namensstreit mit dem ehemaligen Renault-Werksteam, das ab 2011 seinerseits den Zusatz „Lotus“ verwendete, wurde die Teambezeichnung ab 2012 in Caterham geändert. Sie nahm Bezug auf den britischen Sportwagenhersteller Caterham Cars.
In der zweiten Hälfte der Saison 2014 spitzten sich die wirtschaftlichen Schwierigkeiten des Teams zu. Die im Juni 2014 angekündigte Übernahme des Rennstalls durch ein Konsortium, an dem der deutsche Unternehmer Colin Kolles beteiligt war, scheiterte im Oktober 2014. Daraufhin stellte das Team den Rennbetrieb zunächst ein; an den Großen Preisen der USA und Brasilien nahm Caterham F1 nicht mehr teil. Beim Saisonfinale in Abu Dhabi ging das Team wieder an den Start, nachdem der Insolvenzverwalter nach eigenen Angaben im Wege des Crowdfunding die dafür nötigen Mittel auftreiben konnte. Anfang 2015 wurde der Rennstall liquidiert.
Von 2011 bis Mitte 2014 betrieb das Caterham F1 Team außerdem einen Rennstall in der GP2-Serie.

## Standort
Der Sitz des Teams lag anfänglich im britischen Norfolk, wo man eine von Toyota erbaute und zuvor von Bentley verwendete Werkstatthalle mit entsprechender Infrastruktur nutzte. 2012 zog das Team nach Leafield um. Hier übernahm Caterham Werksanlagen, die zuvor von Arrows und Super Aguri genutzt worden waren.

## Geschichte des Formel-1-Teams

### Unternehmensgeschichte

#### Gründung 2009
Tony Fernandes’ Rennstall war eines der drei Teams, die zu Beginn der Saison 2010 neu an der Formel 1 teilnahmen. Die anderen Rennställe waren HRT und Manor Racing.
Die FIA verfolgte 2009 die Absicht, das Starterfeld der Formel 1 in den folgenden Jahren erheblich zu erweitern. Nachdem in der Saison 2009 lediglich zehn Teams und 20 Fahrer angetreten waren, sollten ab dem kommenden Jahr insgesamt 13 Rennställe mit 26 Fahrern an den Start gehen. Nach einer Ausschreibung, an der sich ein halbes Dutzend Projekte beteiligt hatten, wählte die FIA im Juni 2009 drei Teams aus, die für die Formel-1-Saison 2010 neu zugelassen wurden. Neben HRT und Virgin gehörte dazu auch das US-amerikanische Projekt US F1 Team, das allerdings bereits in der Planungsphase scheiterte. Fernandes’ Rennstall wurde bei der Entscheidung im Juni 2009 noch nicht berücksichtigt. Er erhielt erst am 15. September 2009 den Zuschlag, als 13. Team ab 2010 zu starten. Möglich wurde dies, weil das BMW-Sauber-Team im Herbst 2009 überraschend erklärte, mit Ablauf der Saison 2009 sein Formel-1-Engagement beenden zu wollen. Damit wurde der 13. Startplatz für die Saison 2010 wieder frei.

#### Teambezeichnung und Namensstreit

Logo in der Saison 2010

Logo in der Saison 2011

Der Rennstall trat im ersten Jahr seiner Existenz unter als Lotus Racing an, im zweiten Jahr verwendete es die Bezeichnung Team Lotus. Mit dieser Bezeichnung wollte das Team an die Tradition des von Colin Chapman gegründeten und von 1958 bis 1994 in der Formel 1 engagierten Rennstalls Team Lotus anknüpfen, das im Laufe seiner Existenz sechsmal die Fahrer- und siebenmal die Konstrukteurs-Weltmeisterschaft gewonnen hatte. Tatsächlich war Fernandes’ Rennstall kein rechtlicher Nachfolger des Team Lotus. Die Rechte an dem Namen Team Lotus hatte Fernandes von David Hunt übernommen, der sie seinerseits 1994 nach der Insolvenz von Chapmans Rennstall erworben hatte. Auch zum gleichnamigen britischen Sportwagenhersteller Lotus Cars bestand nur eine indirekte Verbindung. Sie wurde durch den Automobilhersteller Proton vermittelt, der Eigentümer von Lotus Cars war und zugleich zu dem malaysischen Konsortium gehörte, das das Fernandes-Team finanzierte. Um die fehlende Zugehörigkeit zum Klassiker zu kompensieren, bestand das Team-Logo in der ersten Saison 2010 aus den Umrissen des Lotus-Cars-Logos und den traditionellen Lotus-Team-Farben, grün mit gelbem Mittelstreifen.
In der Saison 2011 trat der britische Automobilhersteller Lotus Cars als Hauptsponsor des ehemaligen Renault-Werksteams auf. Das führte dazu, dass in dieser Saison zwei unabhängige Rennställe mit dem Namensbestandteil Lotus in der Formel-1-Weltmeisterschaft eingeschrieben waren: einerseits das malaysische Team von Tony Fernandes (Team Lotus), andererseits das mit britischer Lizenz fahrende Team Lotus Renault GP, das zwischenzeitlich von Genii Capital übernommen worden war. Lotus Cars versuchte im Frühjahr 2011, dem malaysischen Rennstall die Verwendung des Namens Lotus gerichtlich untersagen zu lassen. Im Mai wurde vom Gericht bestätigt, dass das Team den Namen Team Lotus weiterhin verwenden darf. Am 27. Mai 2011 bestätigte ein britisches Gericht, dass das malaysische Team Lotus der offizielle Nachfolger des traditionsreichen Namens ist und diese Bezeichnung zu Recht führt. Zugleich erlaubte das Gericht dem Unternehmen Lotus Cars, den Namen Lotus auch im Formel-1-Sport zu verwenden; Lotus Cars musste dabei aber auf den Zusatz „Team“ verzichten. Damit waren Lotus Cars und Genii Capital berechtigt, das ehemalige Renault-Werksteam als Lotus Renault GP zu bezeichnen.
Tony Fernandes entschied sich im Herbst 2011 dazu, sein Formel-1-Team ab 2012 unter dem Namen Team Caterham zu melden. Damit endete der Namensstreit nach mehr als einem Jahr.

#### Finanzielle und rechtliche Probleme 2014
Inhaber der Formel-1-Lizenz ist Malaysia F1 Team Sdn Bhd bzw. 1Malaysia Racing Team Sdn Bhd (auch: 1MRT), ein 2009 vom malaysischen Unternehmer Tony Fernandes gegründetes Konsortium verschiedener malaysischer Unternehmen. Die Entwicklung und der Aufbau der Rennwagen erfolgte nicht bei Malaysia F1 Team Sdn Bhd, sondern bei dem im britischen Leafield ansässigen Tochterunternehmen Caterham Sports Limited.
Nachdem das Formel-1-Team in der ersten Hälfte des Jahres 2014 in wirtschaftliche Schwierigkeiten geraten war, wurde vor dem Großen Preis von Großbritannien 2014 der Verkauf des Unternehmens 1MRT an das arabisch-schweizerische Konsortium Engavest S.A. bekanntgegeben. Kurz darauf wurde das Management des Rennstalls ausgewechselt. Zum Großen Preis von Großbritannien übernahm zunächst der ehemalige Formel-1-Pilot Christijan Albers die Position des Teamchefs, Colin Kolles wurde zum Rennleiter ernannt. Nach dem Großen Preis von Italien 2014 trat Albers „aus privaten Gründen“ zurück; sein Nachfolger wurde sein bisheriger Stellvertreter Manfredi Ravetto, ein Vertrauter von Colin Kolles, die bereits 2010 bei HRT zusammengearbeitet hatten. Caterham Sports Limited wurde ab Sommer 2014 zunächst von Colin Kolles’ Vater Romulus geleitet; im Oktober 2014 übernahm der ehemalige rumänische Fußballspieler Constantin Cojocar die Funktion des Vorstands. Cojocar hatte keine Erfahrung im Motorsport. Nachdem er 1990 sein letztes Fußballspiel bestritten hatte, war 24 Jahre lang nicht öffentlich in Erscheinung getreten und hatte sein Geld seitdem als Direktor eines rumänischen Logistik- und Transportunternehmens namens S.C. Transbus Codreanu S.R.L. verdient. Nach eigener Darstellung hatte sich Cojocar erst im Juli 2014 bei Caterham als Hausmeister und Reinigungskraft beworben. In rumänischen Quellen wurde zunächst bezweifelt, dass der bei Caterham engagierte Constantin Cojocar mit dem ehemaligen Fußballspieler gleichen Namens identisch war, da dieser angeblich vor einigen Jahren verstorben war; hier war bis zu einem klärenden Interview stellenweise von „Identitätsdiebstahl“ die Rede.
Die Umstände des Verkaufs führten im Oktober 2014 zu einem öffentlich ausgetragenen Streit zwischen Tony Fernandes und Engavest, auf deren Seite vor allem Colin Kolles in Erscheinung trat. Äußerer Auslöser war die Zahlungsunfähigkeit des Dienstleisters Caterham Sports Limited (CSL) und die anschließende Eröffnung des Insolvenzverfahrens über dieses Unternehmen. Im Laufe der Krise wurde öffentlich bekannt, dass Tony Fernandes und seine Geschäftspartner tatsächlich die Unternehmensanteile an 1MRT bislang nicht an Engavest übertragen hatten und somit ungeachtet des Umstands, dass seit Juni 2014 ein von Engavest eingesetztes Management die Geschäfte führte, weiterhin Eigentümer des Teams waren. Fernandes begründete die unterbliebene Anteilsübertragung damit, dass Engavest seinen vertraglichen Zahlungspflichten nicht nachgekommen sei. Engavest hingegen behauptete die Erfüllung aller Verpflichtungen, und Colin Kolles warf Fernandes vor, er habe die neuen Investoren „für dumm verkauft“. Am 24. Oktober 2014 zogen sich Engavest und Colin Kolles von Caterham F1 zurück. Die Leitung des Rennstalls übernahm nach Absprache mit Tony Fernandes der Insolvenzverwalter Finbarr O’Connell. Infolge der Insolvenz kam der Betrieb bei CSL und darüber hinaus auch bei 1MRT zum Erliegen. Eine Woche vor dem Großen Preis der USA kündigte das Team an, ebenso wie das Konkurrenzteam Marussia nicht an dem Rennen teilzunehmen. O’Connell zeigte sich Anfang November 2014 davon überzeugt, beim Saisonfinale, dem Großen Preis von Abu Dhabi, wieder an den Start gehen zu können, und das Team für die Saison 2015 an neue Investoren verkaufen zu können.
Constantin Cojocar sagte im Zuge des Insolvenzverfahren der (CSL) vor einem britischen Gericht, dass er gemeinsam mit einem Konsortium von rumänischen Investoren die Chance gesehen habe, CSL zu kaufen, um deren Dienstleistungen für das Projekt Forza Rossa Racing zu nutzen. Die vom Konsortium in Aussicht gestellten Gelder in Höhe von zwei Millionen Britischen Pfund (rund 2,55 Millionen Euro) pro Woche seien jedoch nie geflossen.
Caterham F1 hatte sich bei der FIA für die Teilnahme an der Weltmeisterschaft 2015 eingeschrieben; Forza Rossa erschien dagegen auf der provisorischen Meldeliste für 2015 nicht.
Im Dezember 2014 wurde bekannt, dass die Insolvenzverwalter Gespräche mit drei Kaufinteressenten führten. Diese verliefen jedoch schleppend, so dass auch Anfang Januar 2015 noch kein Käufer für das Team gefunden war. Die Insolvenzverwalter gaben daraufhin bekannt, dass Caterham nicht an den Testfahrten ab dem 1. Februar 2015 in Jerez teilnehmen werde, falls der Verkauf bis dahin nicht stattgefunden habe.

### Renneinsätze

#### 2010: Debüt mit Cosworth

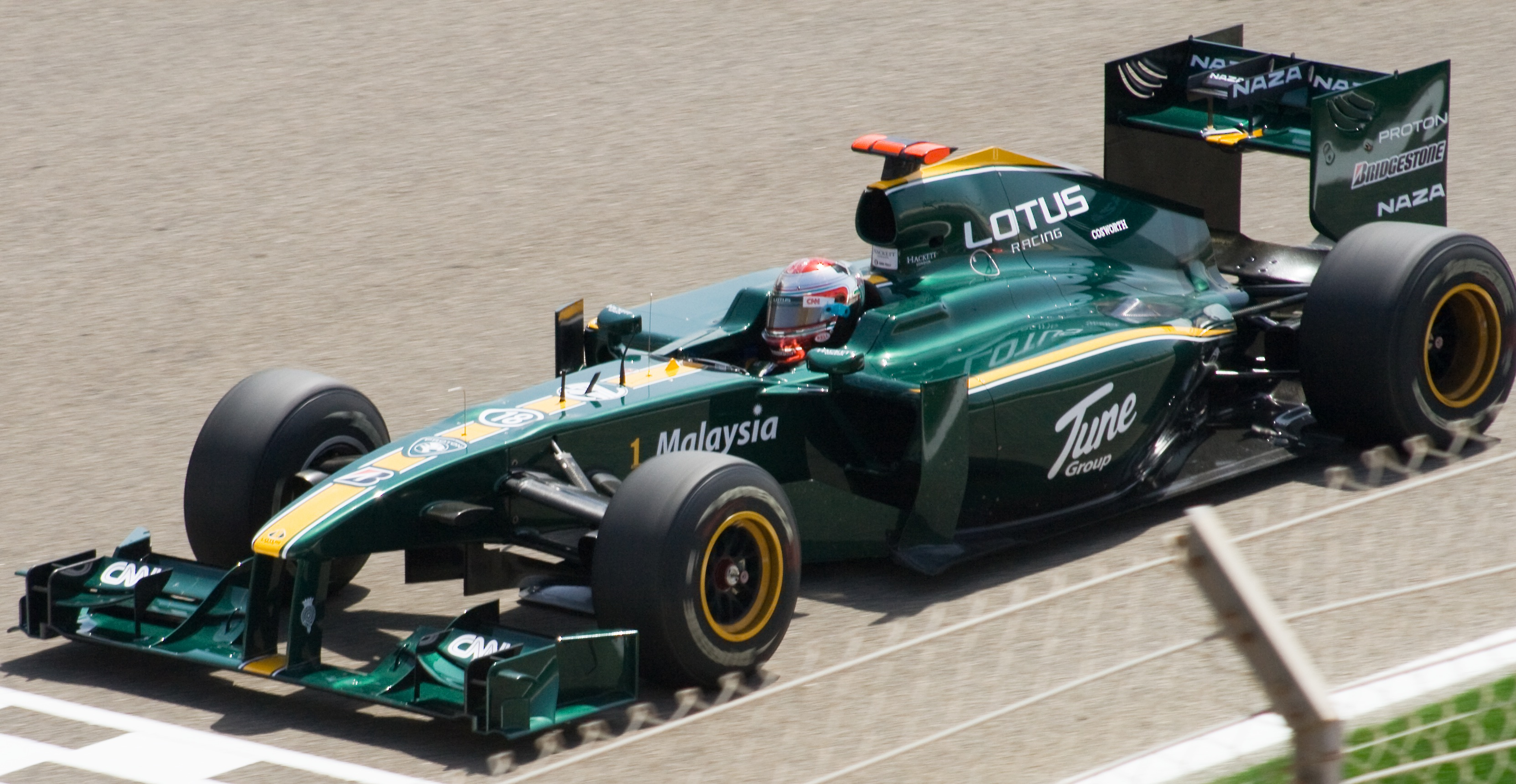
Jarno Trulli beim Großen Preis von Bahrain

In der Saison 2010 trat Lotus Racing mit dem von Mike Gascoyne konstruierten Modell Lotus T127 an. Die Bezeichnung des Autos setzte bewusst die Tradition des Teams Lotus fort, dessen letztes Formel-1-Modell der 109 (1994) gewesen war. Die Entwicklung des Autos erfolgte angesichts der späten Zulassung des Teams unter hohem Zeitdruck. Dennoch wurde der T127 von Beobachtern übereinstimmend als das beste der von den drei neuen Teams eingesetzten Autos angesehen. Wie der HRT F110 und der Virgin VR-01, verwendete auch der Lotus Achtzylindermotoren von Cosworth. Als Kraftübertragung diente ein Getriebe von Xtrac. Die Reifen kamen von Bridgestone. Als Fahrer verpflichtete Fernandes mit Heikki Kovalainen, der zuvor für McLaren gefahren war, und dem ehemaligen Toyota-Piloten Jarno Trulli zwei Rennfahrer, die über einige Erfahrung in der Formel 1 verfügten.
Anders als der Konkurrent HRT, war Lotus Racing bei seinem ersten Rennen in Bahrain uneingeschränkt einsatzbereit. Die Piloten qualifizierten sich vor einem Virgin und vor beiden HRT-Fahrern. Im Rennen wurden beide Fahrer gewertet: Kovalainen belegte Rang 15, Trulli die 17. Position. Im Laufe der Saison erwies sich Lotus als das beste der drei neuen Teams. Die Fahrer qualifizierten sich zu jedem Großen Preis. In den meisten Fällen gingen sie dabei vor den Autos von Virgin und HRT ins Rennen. Die Fahrer kamen überwiegend ins Ziel; über die gesamte Saison wurden nur 11 technisch bedingte oder auf Fahrfehler zurückzuführende Ausfälle verzeichnet. Allerdings erreichten Kovalainen und Trulli keine Zielankunft in den Punkterängen. Das beste Ergebnis war der 12. Rang Kovalainens beim Großen Preis von Japan. Da HRT und Virgin kein gleich gutes oder besseres Ergebnis erzielten, wurde Lotus zum Saisonende als Zehnter der Konstrukteursmeisterschaft gewertet.
Lotus Racing feierte den Großen Preis von Kanada 2010 als 500. Lotus-Rennen.

#### 2011: Wechsel zu Renault-Motoren

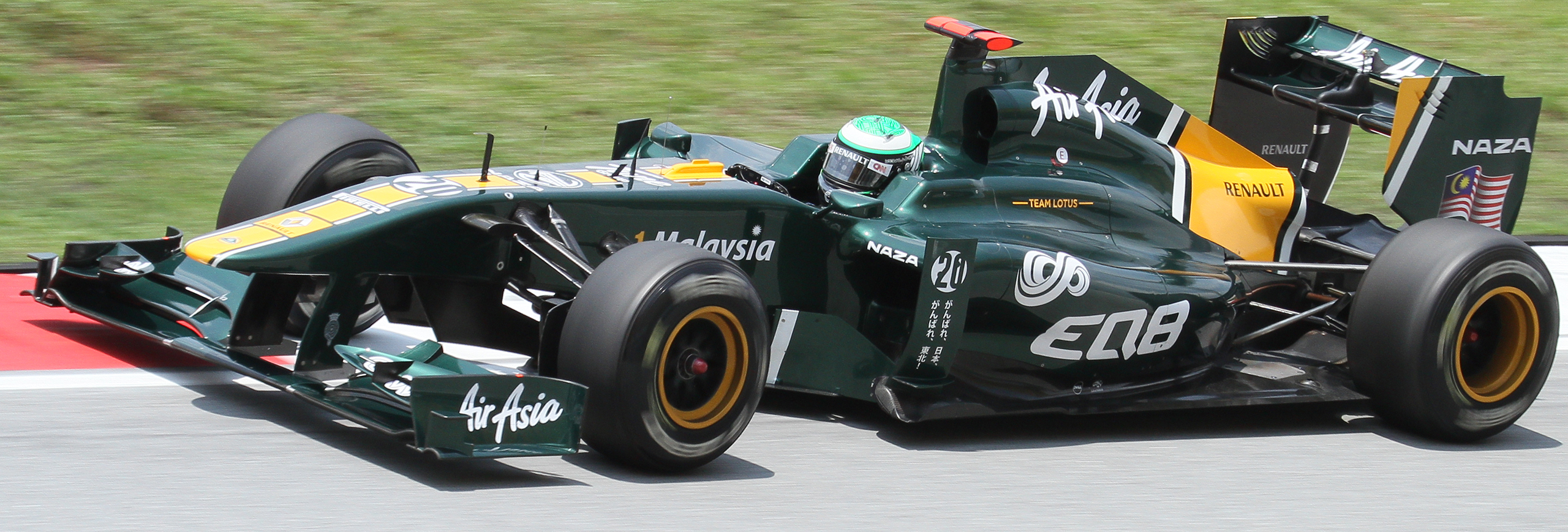
Heikki Kovalainen beim Großen Preis von Malaysia 2011

Für die Formel-1-Saison 2011 rüstete Fernandes’ Team in technischer Hinsicht auf und hob sich damit von den beiden anderen sogenannten neuen Teams ab, die an ihren bisherigen Technikpaketen aus finanziellen Gründen mehr oder weniger unverändert festhielten. Der nun Team Lotus genannte Rennstall verwendete in dieser Saison einen Achtzylindermotor von Renault (Typ RS27-2011). Im Rahmen eines Kooperationsabkommens mit Red Bull übernahm Lotus für den neuen, wiederum von Gascoyne entwickelten T128 vom Weltmeisterteam dessen Kraftübertragung und das gesamte hydraulische System. Auf den Einsatz des Energierückgewinnungssystems KERS verzichtete das Team wie schon im Vorjahr. Die Fahrerpaarung blieb im zweiten Jahr des Teams unverändert. Lediglich beim Großen Preis von Deutschland wurde Jarno Trulli durch den Lotus-Testfahrer Karun Chandhok ersetzt.
Im Laufe der Saison war der Lotus-Renault wiederum ein zuverlässiges Auto. Bei 19 Großen Preisen gab es lediglich neun Ausfälle. Das Auto war, wie schon im Vorjahr, deutlich schneller als die Fahrzeuge der beiden anderen neuen Teams. Allerdings gelang es Lotus nicht, die Lücke zu den Mittelfeldteams zu schließen. Auch 2011 konnte Fernandes’ Team keinen Weltmeisterschaftspunkt erzielen. Das beste Ergebnis waren mehrere dreizehnte Plätze. Sie führten dazu, dass das Team Lotus in der Konstrukteurswertung am Jahresende wiederum Platz 10 belegte.

#### 2012: Neuformation als Caterham F1

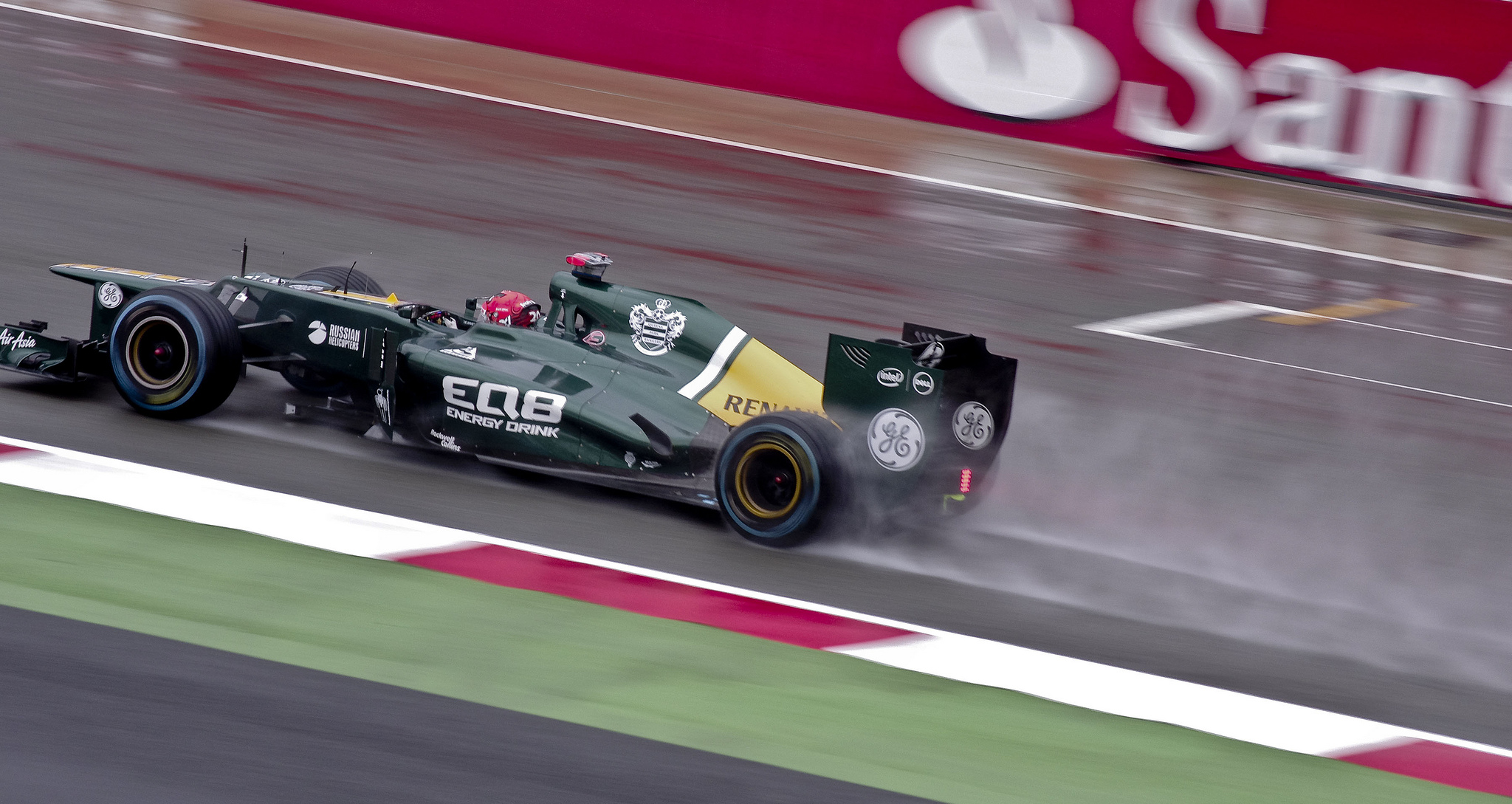
Heikki Kovalainen beim Großen Preis von Großbritannien 2012

Für die Formel-1-Saison 2012 konstruierte Gascoyne den Caterham CT01, der eine Weiterentwicklung des letztjährigen Lotus-Modells darstellte. Auffälligstes Designmerkmal war eine stufenförmige Fahrzeugnase, die durch Regeländerungen bezüglich der Aerodynamik bedingt war. Die Antriebstechnik kam wiederum von Renault bzw. Red Bull. Erstmals wurde ein KERS-System verwendet. Heikki Kovalainen blieb als Fahrer im Team, während Jarno Trulli vier Wochen vor Saisonbeginn durch Witali Petrow ersetzt wurde. Petrov brachte ein Sponsorenpaket mit ins Team, dessen Volumen nach Presseberichten 10 Mio. Euro umfasste. Der CT01 war schneller als sein Vorgänger. Kovalainen gelang es mehrfach, beim Qualifikationstraining in den zweiten Trainingsabschnitt vorzudringen („Q2“). Das beste Ergebnis war der 11. Platz Petrovs beim Saisonabschluss in Brasilien, das zugleich beste Resultat in der Geschichte des Teams. In der Endwertung lag Caterham damit wiederum auf dem 10. Platz der Konstrukteurswertung.

#### 2013: Fortsetzung des bisherigen Konzepts

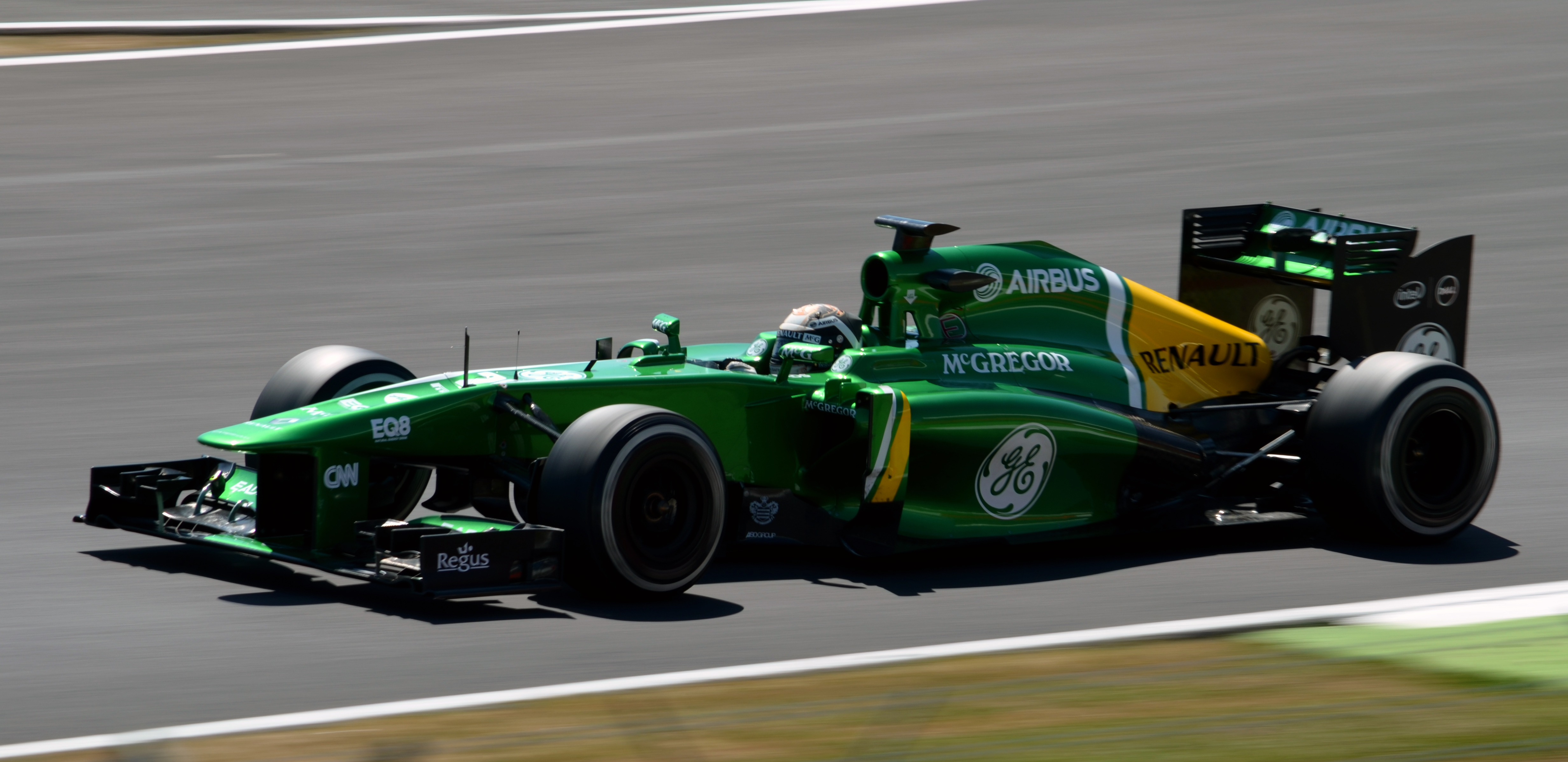
Giedo van der Garde im Caterham CT03 beim Young Drivers Test in Silverstone 2013

Für 2013, die letzte Formel-1-Saison, die nach dem bisherigen Reglement abgehalten wurde, entwickelte Caterham kein neues Auto. Das als CT03 bezeichnete Fahrzeug war lediglich eine überarbeitete Version des letztjährigen CT01. Äußerlich waren kaum Unterschiede zu erkennen. Das Team behielt auch die ästhetisch zweifelhafte Stufennase bei; eine Abdeckung durch eine sogenannte Eitelkeitsblende, von der die meisten anderen Teams in diesem Jahr Gebrauch machten, wurde nicht entwickelt. Die Teamleitung erklärte, aus finanziellen Gründen auf den Einsatz von zwei Paydrivern angewiesen zu sein. Anstelle von Kovalainen und Petrow verpflichtete Caterham den Franzosen Charles Pic und den niederländischen Debütanten Giedo van der Garde. Mit unverändertem Material ließ die Leistung des Teams im Vergleich zum Vorjahr nach: Bestes Ergebnis waren zwei 14. Plätze (Pic in Malaysia und van der Garde in Ungarn). Damit fiel Caterham am Jahresende auf den 11. und letzten Platz der Konstrukteurswertung zurück, nachdem Marussia Racing mit einer Zielankunft auf Rang 13 ein besseres Einzelergebnis erzielt hatte.

#### 2014: Insolvenz

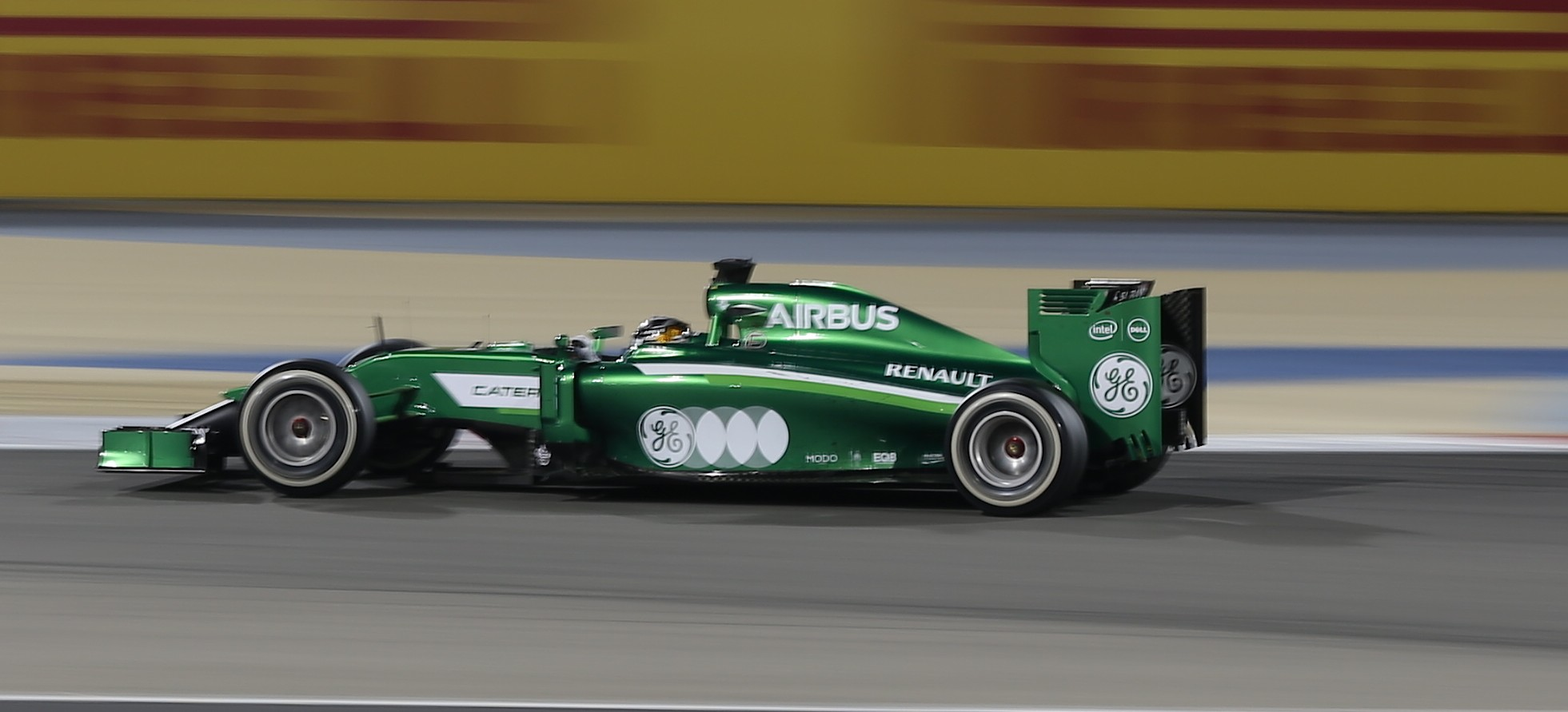
Kamui Kobayashi im Caterham CT05 beim Großen Preis von Bahrain 2014

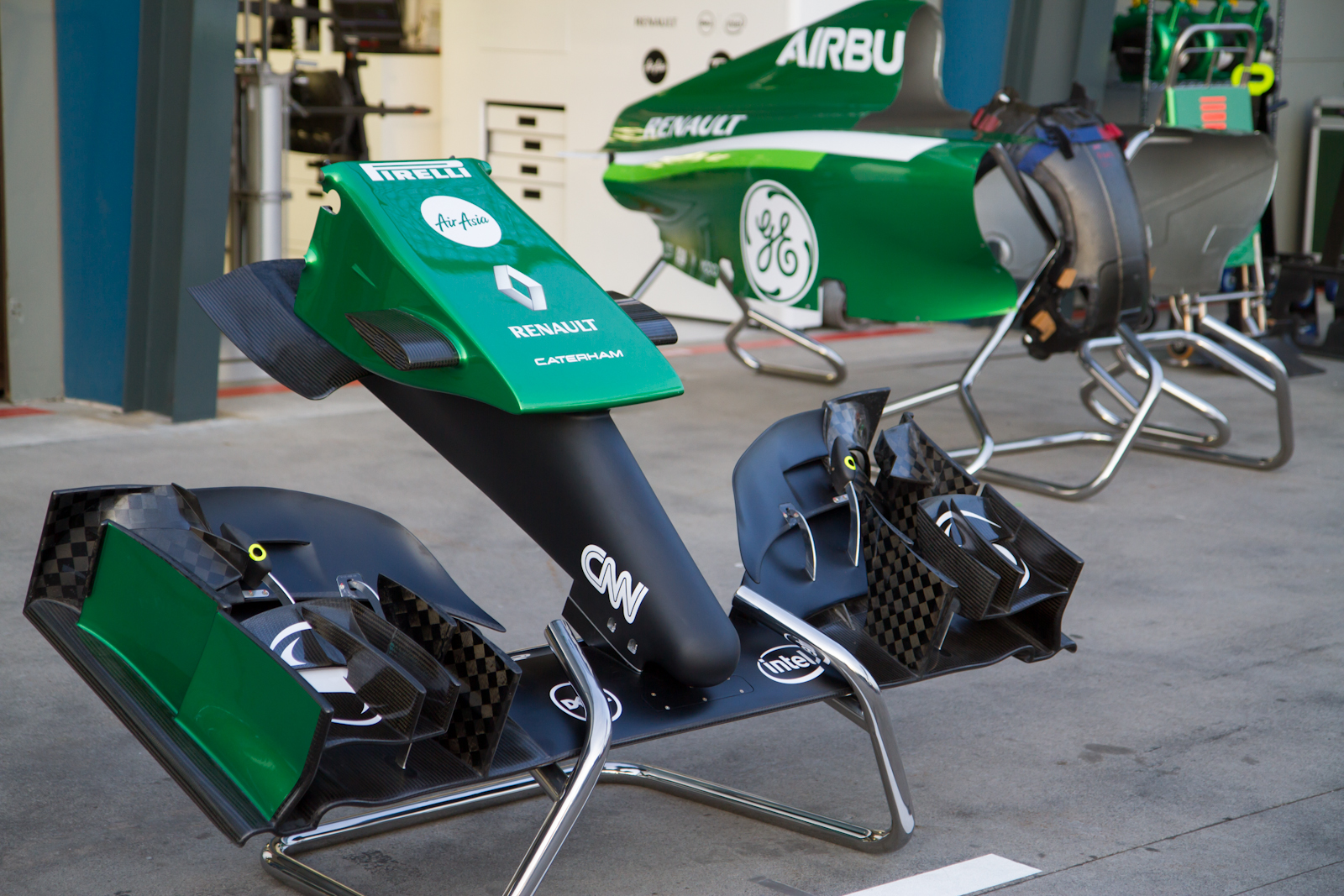
Nase des Caterham CT05

In der Formel-1-Saison 2014 trat Caterham mit Hybridmotoren von Renault an; Fahrer waren der schwedische Formel-1-Debütant Marcus Ericsson und der japanische Rennfahrer Kamui Kobayashi, der nach einer einjährigen Unterbrechung in die Formel 1 zurückkehrte. Kobayashi verzichtete bei Caterham auf ein Gehalt. Zudem sammelte er vor der Saison Spenden zur Finanzierung seines Cockpits. Dabei kamen in etwa eine Million Euro zusammen.
Vor Saisonbeginn hatte Caterham wie die anderen Renault-Teams auch erhebliche Probleme mit der Umsetzung der neuen Hybridtechnik. Bei den Testfahrten vor Saisonbeginn konnten die Caterham-Fahrer mit dem neu entwickelten CT05 jeweils nur wenige Runden zurücklegen; wiederholt kam es zu Ausfällen infolge von Elektrikdefekten. Besonderes Merkmal des von Mark Smith konstruierten CT05 war die eigenwillig gestaltete Frontpartie.
Beim Saisonauftakt in Australien legten beide Caterham-Piloten im Freitagstraining keine gezeitete Runde zurück. An Ericssons Auto gab es erneut Elektronikprobleme, während der Wagen von Kobayashi nach einem Defekt der Benzinleitung in Flammen aufging. Auch im weiteren Verlauf der Saison litt das Team unter technischen Problemen. Ericsson erreichte beim Großen Preis von Monaco zum zweiten Mal in der Geschichte des Teams den 11. Platz, das bislang beste Ergebnis für Caterham. Seit dem Großen Preis von Kanada war Caterham das Team mit den meisten Starts ohne Punktgewinn.
Das neue Caterham-Management, das ab dem Großen Preis von Großbritannien das Team leitete, legte nach eigenem Bekunden Wert darauf, dass die Fahrer zur Finanzierung des Rennstalls beitragen. Im Hinblick darauf erhielt der deutsche Rennfahrer André Lotterer beim Großen Preis von Belgien einmalig das Cockpit Kobayashis. Lotterers Einsatz, der zugleich sein Formel-1-Debüt war, wurde von dem belgischen Energy-Drink-Hersteller Hype des ehemaligen Rennfahrers Bertrand Gachot finanziert. Zwar kehrte Kobayashi ab dem Großen Preis von Italien in das Caterham-Cockpit zurück. Die Teamleitung behielt sich aber vor, für einzelne der verbleibenden Rennen erneut zahlende Fahrer zu verpflichten. Für die letzten drei Rennen der Saison bemühte sich Rubens Barrichello darum, Kobayashis Cockpit zu übernehmen; Barrichellos Comeback scheiterte aber an der Insolvenz des Rennstalls.
Nachdem das Team die Großen Preise der USA und von Brasilien ausgelassen hatte, trat Caterham Ende November 2014 beim letzten Saisonrennen in Abu Dhabi wieder an. Am 14. November 2014 gab der Insolvenzverwalter bekannt, in der zurückliegenden Woche durch eine Crowdfunding-Aktion aus Spendenmitteln von Fans insgesamt 1,79 Mio. britische Pfund eingesammelt zu haben. Auf gleiche Weise hatte 1991 bereits das italienische Team Coloni die Teilnahme an den letzten beiden Saisonrennen finanziert. Caterhams Rennteilnahme diente in erster Linie dem Zweck, potentielle Investoren für eine Übernahme des Rennstalls zu interessieren. Eines der Autos war für Kamui Kobayashi gemeldet, das zweite für den britischen Formel-1-Debütanten Will Stevens, der nach Auskunft des Insolvenzverwalters einen erheblichen Teil der Finanzmittel beisteuerte, die für das Antreten in Abu Dhabi erforderlich waren. Stevens ersetzte Marcus Ericsson, der bereits Anfang November seinen Vertrag mit Caterham aufgelöst hatte. Beide Caterham gingen aus der letzten Startreihe ins Rennen; ihre Trainingszeiten lagen jeweils mehr als drei Sekunden über der Pole-Zeit von Nico Rosberg. Im Rennen fiel Kobayashi nach 42 Runden wegen Technikdefekts aus; Stevens wurde mit einer Runde Rückstand 17. und Letzter. Im Anschluss an den Großen Preis von Abu Dhabi nahm das Team mit Will Stevens auch an den letzten Testfahrten der Saison auf dem Yas Marina Circuit teil.
In Anlehnung an die Entwicklung bei Caterham versuchte auch der Insolvenzverwalter des ebenfalls insolventen Konkurrenten Marussia, sein Team in Yas Marina an den Start zu bringen. Der sehr kurzfristig angelegte Versuch, der erst am Mittwoch vor dem Rennen bekannt wurde, scheiterte jedoch noch am gleichen Tag, nachdem es dem Insolvenzverwalter (anders als dem Caterhams) nicht gelungen war, die für eine Reise nach Abu Dhabi erforderlichen Mittel zu beschaffen.

## Zahlen und Daten

### Statistik in der Formel 1
Stand: Saisonende 2014
| Saison | Teamname         | Chassis       | Motor                  | Reifen | Grand Prix | Siege | Zweiter | Dritter | Poles | schn. Runden | Punkte | WM-Rang |
| ------ | ---------------- | ------------- | ---------------------- | ------ | ---------- | ----- | ------- | ------- | ----- | ------------ | ------ | ------- |
| 2010   | Lotus Racing     | Lotus T127    | Cosworth 2.4 V8        | B      | 19         | –     | –       | –       | –     | –            | –      | 10.     |
| 2011   | Team Lotus       | Lotus T128    | Renault 2.4 V8         | P      | 19         | –     | –       | –       | –     | –            | –      | 10.     |
| 2012   | Caterham F1 Team | Caterham CT01 | Renault 2.4 V8         | P      | 20         | –     | –       | –       | –     | –            | –      | 10.     |
| 2013   | Caterham F1 Team | Caterham CT03 | Renault 2.4 V8         | P      | 19         | –     | –       | –       | –     | –            | –      | 11.     |
| 2014   | Caterham F1 Team | Caterham CT05 | Renault Energy F1 2014 | P      | 17         | –     | –       | –       | –     | –            | –      | 11.     |
| Gesamt | Gesamt           | Gesamt        | Gesamt                 | Gesamt | 94         | –     | –       | –       | –     | –            | –      |         |

### Alle Fahrer in der Formel 1
Stand: Saisonende 2014
| Name                | Jahre     | Grand Prix | Punkte | Siege | Zweiter | Dritter | Poles | schn. Runden | beste WM-Pos.    |
| ------------------- | --------- | ---------- | ------ | ----- | ------- | ------- | ----- | ------------ | ---------------- |
| Heikki Kovalainen   | 2010–2012 | 57         | –      | –     | –       | –       | –     | –            | 20. (2010)       |
| Jarno Trulli        | 2010–2011 | 36         | –      | –     | –       | –       | –     | –            | 21. (2010, 2011) |
| Giedo van der Garde | 2013      | 19         | –      | –     | –       | –       | –     | –            | 22. (2013)       |
| Witali Petrow       | 2012      | 19         | –      | –     | –       | –       | –     | –            | 19. (2012)       |
| Charles Pic         | 2013      | 19         | –      | –     | –       | –       | –     | –            | 20. (2013)       |
| Marcus Ericsson     | 2014      | 16         | –      | –     | –       | –       | –     | –            | 19. (2014)       |
| Kamui Kobayashi     | 2014      | 15         | –      | –     | –       | –       | –     | –            | 22. (2014)       |
| Karun Chandhok      | 2011      | 1          | –      | –     | –       | –       | –     | –            | 28. (2011)       |
| Will Stevens        | 2014      | 1          | –      | –     | –       | –       | –     | –            | 23. (2014)       |
| André Lotterer      | 2014      | 1          | –      | –     | –       | –       | –     | –            | 24. (2014)       |

### Ergebnisse in der Formel 1
| Saison | Chassis | Fahrer           | Nr. | 1   | 2   | 3   | 4   | 5   | 6   | 7   | 8   | 9   | 10 | 11  | 12  | 13 | 14  | 15  | 16  | 17  | 18 | 19  | 20 | Punkte | Rang |
| ------ | ------- | ---------------- | --- | --- | --- | --- | --- | --- | --- | --- | --- | --- | -- | --- | --- | -- | --- | --- | --- | --- | -- | --- | -- | ------ | ---- |
| 2010   | T127    |                  |     |     |     |     |     |     |     |     |     |     |    |     |     |    |     |     |     |     |    |     |    | —      | 10.  |
| 2010   | T127    | J. Trulli        | 18  | 17* | DNS | 17  | DNF | 17  | 15* | DNF | DNF | 21  | 16 | DNF | 15  | 19 | DNF | DNF | 13  | DNF | 19 | 21  |    | —      | 10.  |
| 2010   | T127    | H. Kovalainen    | 19  | 15  | 13  | NC  | 14  | DNS | DNF | DNF | 16  | DNF | 17 | DNF | 14  | 16 | 18  | 16* | 12  | 13  | 18 | 17  |    | —      | 10.  |
| 2011   | T128    |                  |     |     |     |     |     |     |     |     |     |     |    |     |     |    |     |     |     |     |    |     |    | —      | 10.  |
| 2011   | T128    | H. Kovalainen    | 20  | DNF | 15  | 16  | 19  | DNF | 14  | DNF | 19  | DNF | 16 | DNF | 15  | 13 | 16  | 18  | 14  | 14  | 17 | 16  |    | —      | 10.  |
| 2011   | T128    | J. Trulli        | 21  | 13  | DNF | 19  | 18  | 18  | 13  | 16  | 20  | DNF |    | DNF | 14  | 14 | DNF | 19  | 17  | 19  | 18 | 18  |    | —      | 10.  |
| 2011   | T128    | K. Chandhok      | 21  |     |     |     |     |     |     |     |     |     | 20 |     |     |    |     |     |     |     |    |     |    | —      | 10.  |
| 2012   | CT01    |                  |     |     |     |     |     |     |     |     |     |     |    |     |     |    |     |     |     |     |    |     |    | —      | 10.  |
| 2012   | CT01    | H. Kovalainen    | 20  | DNF | 18  | 23  | 17  | 16  | 13  | 18  | 14  | 17  | 19 | 17  | 17  | 14 | 15  | 15  | 17  | 18  | 13 | 18  | 14 | —      | 10.  |
| 2012   | CT01    | W. Petrow        | 21  | DNF | 16  | 18  | 16  | 17  | DNF | 19  | 13  | DNS | 16 | 19  | 14  | 15 | 19  | 17  | 16  | 17  | 16 | 17  | 11 | —      | 10.  |
| 2013   | CT03    |                  |     |     |     |     |     |     |     |     |     |     |    |     |     |    |     |     |     |     |    |     |    | —      | 11.  |
| 2013   | CT03    | C. Pic           | 20  | 16  | 14  | 16  | 17  | 17  | DNF | 18  | 15  | 17  | 15 | DNF | 17  | 19 | 14  | 18  | DNF | 19  | 20 | DNF |    | —      | 11.  |
| 2013   | CT03    | G. van der Garde | 21  | 18  | 15  | 18  | 21  | DNF | 15  | DNF | 18  | 18  | 14 | 16  | 18  | 16 | 15  | DNF | DNF | 18  | 19 | 18  |    | —      | 11.  |
| 2014   | CT05    |                  |     |     |     |     |     |     |     |     |     |     |    |     |     |    |     |     |     |     |    |     |    | —      | 11.  |
| 2014   | CT05    | K. Kobayashi     | 10  | DNF | 13  | 15  | 18  | DNF | 13  | DNF | 16  | 15  | 16 | DNF |     | 17 | DNS | 19  | DNF |     |    | DNF |    | —      | 11.  |
| 2014   | CT05    | A. Lotterer      | 45  |     |     |     |     |     |     |     |     |     |    |     | DNF |    |     |     |     |     |    |     |    | —      | 11.  |
| 2014   | CT05    | M. Ericsson      | 9   | DNF | 14  | DNF | 20  | 20  | 11  | DNF | 18  | DNF | 18 | DNF | 17  | 19 | 15  | 17  | 19  |     |    |     |    | —      | 11.  |
| 2014   | CT05    | W. Stevens       | 46  |     |     |     |     |     |     |     |     |     |    |     |     |    |     |     |     |     |    | 17  |    | —      | 11.  |

| Legende  | Legende            | Legende                                                          |
| Farbe    | Abkürzung          | Bedeutung                                                        |
| -------- | ------------------ | ---------------------------------------------------------------- |
| Gold     | –                  | Sieg                                                             |
| Silber   | –                  | 2. Platz                                                         |
| Bronze   | –                  | 3. Platz                                                         |
| Grün     | –                  | Platzierung in den Punkten                                       |
| Blau     | –                  | Klassifiziert außerhalb der Punkteränge                          |
| Violett  | DNF                | Rennen nicht beendet (did not finish)                            |
| Violett  | NC                 | nicht klassifiziert (not classified)                             |
| Rot      | DNQ                | nicht qualifiziert (did not qualify)                             |
| Rot      | DNPQ               | in Vorqualifikation gescheitert (did not pre-qualify)            |
| Schwarz  | DSQ                | disqualifiziert (disqualified)                                   |
| Weiß     | DNS                | nicht am Start (did not start)                                   |
| Weiß     | WD                 | zurückgezogen (withdrawn)                                        |
| Hellblau | PO                 | nur am Training teilgenommen (practiced only)                    |
| Hellblau | TD                 | Freitags-Testfahrer (test driver)                                |
| ohne     | DNP                | nicht am Training teilgenommen (did not practice)                |
| ohne     | INJ                | verletzt oder krank (injured)                                    |
| ohne     | EX                 | ausgeschlossen (excluded)                                        |
| ohne     | DNA                | nicht erschienen (did not arrive)                                |
| ohne     | C                  | Rennen abgesagt (cancelled)                                      |
| ohne     | keine WM-Teilnahme |                                                                  |
| sonstige | P/fett             | Pole-Position                                                    |
| sonstige | 1/2/3/4/5/6/7/8    | Punktplatzierung im Sprint-/Qualifikationsrennen                 |
| sonstige | SR/kursiv          | Schnellste Rennrunde                                             |
| sonstige | *                  | nicht im Ziel, aufgrund der zurückgelegten Distanz aber gewertet |
| sonstige | ()                 | Streichresultate                                                 |
| sonstige | unterstrichen      | Führender in der Gesamtwertung                                   |